# Tournoi d'ouverture du championnat d'Haïti de football 2010-2011
Navigation
Tournoi précédent Tournoi suivant
Le tournoi d’ouverture de la saison 2010-2011 du Championnat d'Haïti de football est le premier tournoi saisonnier de la vingtième édition de la première division à Haïti. Les seize meilleures équipes du pays sont regroupées au sein d’une poule unique où elles s’affrontent une seule fois. Il n’y a pas de relégation à l’issue du tournoi.
C'est le Tempête FC qui remporte la compétition après avoir terminé invaincu en tête du classement final, avec huit points d'avance sur l'un des promus, América des Cayes et neuf sur l'Aigle Noir AC. C’est le quatrième titre de champion d'Haïti de l'histoire du club.

## Les clubs participants
| - Violette AC - AS Mirebalais - AS Cavaly - Éclair Gonaïves - Promu de Division 2 - AS Capoise - Don Bosco FC - AS de Carrefour - AS Saint-Louis du Nord | - Baltimore SC - Racing Gonaïves - Aigle Noir AC - Tempête FC - Victory SC - Racing Club Haïtien - América des Cayes - Promu de Division 2 - Dynamite Saint-Marc |

## Compétition
Le barème de points servant à établir le classement se décompose ainsi :
- Victoire : 3 points
- Match nul : 1 point
- Défaite : 0 point

### Classement
| Rang | Équipe                 | Pts | J  | G  | N | P | Bp | Bc | Diff |
| ---- | ---------------------- | --- | -- | -- | - | - | -- | -- | ---- |
| 1    | Tempête FC             | 35  | 15 | 10 | 5 | 0 | 23 | 7  | +16  |
| 2    | América des CayesP     | 27  | 15 | 8  | 3 | 4 | 13 | 11 | +2   |
| 3    | Aigle Noir AC          | 26  | 15 | 7  | 5 | 3 | 15 | 12 | +3   |
| 4    | Baltimore SC           | 25  | 15 | 7  | 4 | 4 | 18 | 12 | +6   |
| 5    | Victory SC             | 24  | 15 | 6  | 6 | 3 | 15 | 11 | +4   |
| 6    | AS Capoise             | 23  | 15 | 5  | 8 | 2 | 8  | 5  | +3   |
| 7    | AS de Carrefour        | 23  | 15 | 5  | 8 | 2 | 16 | 10 | +6   |
| 8    | Racing Club HaïtienT   | 22  | 15 | 6  | 4 | 5 | 11 | 10 | +1   |
| 9    | AS Mirebalais          | 20  | 15 | 4  | 8 | 3 | 11 | 9  | +2   |
| 10   | AS Saint-Louis du Nord | 16  | 15 | 3  | 7 | 5 | 11 | 12 | -1   |
| 11   | Racing Gonaïves        | 15  | 15 | 4  | 3 | 8 | 8  | 15 | -7   |
| 12   | Éclair GonaïvesP       | 14  | 15 | 3  | 5 | 7 | 8  | 14 | -6   |
| 13   | AS Cavaly              | 14  | 15 | 3  | 5 | 7 | 8  | 13 | -5   |
| 14   | Violette AC            | 11  | 15 | 2  | 5 | 8 | 10 | 16 | -6   |
| 15   | Don Bosco FC           | 11  | 15 | 2  | 5 | 8 | 9  | 20 | -11  |
| 16   | Dynamite Saint-Marc    | 11  | 15 | 2  | 5 | 8 | 9  | 16 | -7   |

|  | Qualification pour la CFU Club Championship 2011 |
|  | T : Tenant du titre P : Promu de Division 2      |

## Bilan de la saison
| Championnat d'Haïti de football 2009 |                       |
| Champion                             | Tempête FC (4e titre) |
| Qualifications continentales         |                       |
| CFU Club Championship 2011           | Tempête FC            |
| Promotions et relégations            |                       |
| Promus en Division 1                 | Aucun                 |
| Relégués en Division 2               | Aucun                 |